# 周家镇 (兴文县)
周家镇，是中华人民共和国四川省宜宾市兴文县下辖的一个乡镇级行政单位。

## 行政区划
周家镇下辖以下地区：
云龙社区、磺矿社区村、新塘村、龙洞村、洛浦村、天星村、铜矿村、嘉兴村、周家村和石屏村。